# ۱۰٬۰۰۰ کیلومتر
۱۰٬۰۰۰ کیلومتر (اسپانیایی: 10,000 km‎) یک فیلم عاشقانه درام با کارگردانی کارلوس مارکس-مارست است که در سال ۲۰۱۴ منتشر شد. از بازیگران این فیلم می‌توان به ناتالیا تنا و داوید برداگر اشاره کرد.